# São Benedito (kommun i Brasilien)
São Benedito är en kommun i Brasilien.   Den ligger i delstaten Ceará, i den östra delen av landet, 1 500 km nordost om huvudstaden Brasília. Antalet invånare är 44 186.
Omgivningarna runt São Benedito är huvudsakligen savann. Runt São Benedito är det ganska tätbefolkat, med 155 invånare per kvadratkilometer.